# عاقولا (قرية)
تقع قرية عاقولا (A‘goola) في غربي النيل في منطقة السكوت في الولاية الشمالية من السودان، تقع شمال منطقة المحس وشرق الصحراء الكبرى وغربي النيل وجنوب قرية صلب.

## النشاط السكاني
- الزراعة
- الرعي
- الهجرة
- التنقيب عن الآثار مساعدة للعلماء السويسريين في قرية صلب.
- التجارة

## المصدر
موقع نباتا